# Flying-Cam
Flying-Cam est une société belge (créée en 1988), basée à Hermalle-sous-Argenteau (région de Liège, Belgique), à Santa Monica (Californie - États-Unis) depuis 1994 et à Hong Kong (Chine) depuis 2005. Selon le site Digitalwallonia, son activité se situe dans "l'industrie cinématographique, avec le développement d'un système de caméra numérique ou analogique monté sur des hélicoptères téléguidés". De plus, cette entreprise est présente dans les secteurs du journalisme et de l'industrie ainsi que dans le secteur militaire. Depuis janvier 2012, un nouveau système SARAH, entièrement électrique et gyrostabilisé, a été développé.
Son responsable est actuellement Emmanuel Prévinaire (président, senior pilot et system designer ; père de Caroline Prévinaire).
La répartition de ses trois bureaux sur trois continents (Europe, Amérique et Asie) lui permet d'être opérationnelle 24h/24h et de répondre ainsi instantanément à toute demande urgente.
Le 4 juin 2025, la société Flying-Cam SA a fait faillite.

## Filmographie récente
- The Kite Runner ou Les Cerfs-Volants de Kaboul de Marc Forster.
- La Haine de Mathieu Kassovitz.
- James Bond : Meurs un autre jour (Die Another Day), Le monde ne suffit pas (The World Is Not Enough), Demain ne meurt jamais (Tomorrow Never Dies).
- Harry Potter : Harry Potter et la Chambre des secrets, Harry Potter et la Coupe de feu, Harry Potter et le Prisonnier d'Azkaban.
- Van Helsing, Mission Impossible, Da Vinci Code, La Plage (The Beach), Le Huitième Jour…

## Récompenses
En 1995, Flying Cam a reçu un Academy Award for Technical Achievement de l'Academy of Motion Picture Arts and Sciences et, en 2014, l'entreprise a reçu une seconde récompense de l'Academy of Motion Picture Arts and Science.